# Tanks a Million
Tanks a Million (Brasil: O Sabichão ) é um filme norte-americano de 1941, do gênero comédia, dirigido por Fred Guiol e estrelado por William Tracy e James Gleason.
Tanks a Million é um dos vinte médias-metragens que Hal Roach produziu entre 1941 e 1948, com distribuição da United Artists. Ele os chamava de streamliners e geralmente empregava nomes desconhecidos no elenco.
A trilha sonora, de Edward Ward, foi indicada ao Oscar.

## Sinopse
Dodo Doubleday é um recruta incompetente, porém com um diferencial: possui memória fotográfica. Promovido a sargento, ele se torna o flagelo da vida do Sargento Ames. Desajeitado, inútil e, por isso, à beira de ser chutado do Exército, ele encontra a salvação ao curar seu comandante de um persistente "medo de microfone"... exatamente na véspera de uma transmissão radiofônica.

## Premiações
| Patrocinador                                  | Prêmio | Categoria                              | Situação |
| --------------------------------------------- | ------ | -------------------------------------- | -------- |
| Academia de Artes e Ciências Cinematográficas | Oscar  | Melhor Trilha Sonora (Filme dramático) | Indicado |

## Elenco
| Ator/Atriz     | Personagem               |
| -------------- | ------------------------ |
| William Tracy  | Dodo Doubleday           |
| James Gleason  | Coronel Spitfire Barkley |
| Noah Beery Jr. | Charlie Cobb             |
| Joe Sawyer     | Sargento William Ames    |
| Elyse Knox     | Jeannie                  |
| Douglas Fowley | Capitão Rossmead         |
| Knox Manning   | Radialista Cardigan      |
| Frank Faylen   | Soldado Skivic           |
| Dick Wessel    | Soldado Monkman          |
| Frank Melton   | Soldado Cleary           |
| Harold Goodwin | Tenente Caldwell         |
| William Gould  | Major Greer              |
| Norman Kerry   | Major                    |